# Sementron
Sementron è un comune francese di 121 abitanti situato nel dipartimento della Yonne, nella regione della Borgogna-Franca Contea.

## Società

### Evoluzione demografica
Abitanti censiti